# Эд (король Франции)
Эд (Эд Парижский; фр. Eudes; ок. 856 — 3 января 898) — граф Парижа и маркиз Нейстрии в 886—888 годах, король Западно-Франкского королевства в 888—898 годах из династии Робертинов. Его правление ознаменовало окончательное отделение Западно-Франкского королевства от Каролингской империи, которая уже не будет воссоединена.

## Биография

### Происхождение
Эд был старшим сыном графа Анже Роберта Сильного и Аделаиды, дочери графа Гуго III Турского.

### Граф Парижа
Эд возвысился во время осады нормандским вождём Зигфридом Парижа в ноябре 885 — ноябре 886 года. Он был ещё молод, носил титул графа Парижского и был одним из самых блестящих военачальников, державших оборону. Возглавляемые Эдом франки отважно отражали все нападения норманнов и своими вылазками наносили им сильный урон. Укрепившись на острове Сите, они помешали норманнскому флоту из семи сотен кораблей подняться в верховья Сены. Целый год викинги безуспешно пытались овладеть городскими укреплениями Когда защитники стали изнемогать от тягот осады, Эд сам отправился просить помощи у императора Карла III Толстого, а затем с большим трудом пробился обратно. Карл, однако, не решился на сражение, а предпочёл откупиться от викингов. И чем более его порицали за этот трусливый поступок, тем более превозносили отвагу Эда. Его возвышение совпало со смертью Гозлена в апреле и Гуго Аббата в мае 886 года. В тот же год умерли и такие влиятельные люди, как Бернар Плантвелю и Вульгрин I Ангулемский. Эд, маркиз Нейстрии, стал самой важной персоной в Западно-Франкском королевстве.

### Борьба за престол Западно-Франкского королевства

Распад Франкской империи (888)

После смерти императора Карла вельможи Нейстрии разделились между собой; одна часть, возглавляемая архиепископом Фульконом Реймским, хотела поставить королём Гвидо Сполетского, сына Ламберта Нантского, герцога Сполето королевского происхождения, родственника и союзника архиепископа Фулькона Реймского, другая, среди которых самым выдающимся был граф Теодорих, — Эда Парижского. Сторонники Эда собрались на съезде в Компьене и 29 февраля 888 года избрали французским королём Эда. Это был человек храбрый, одарённый величественной и прекрасной наружностью и великими талантами и потому вполне достойный престола.
Между тем в самом начале 888 года в Лангре часть знати Бургундии провозгласила королём Гвидо Сполетского, а в Верхней Бургундии на собрании в Туле был поставлен королём Рудольф Бургундский, племянник Гуго Аббата. Кроме Лозанны, Сиона, Женевы, доставшихся ему от отца герцога Конрада, младшего брата Гуго Аббата, королевство Рудольфа включало в себя также провинцию Безансон, принадлежавшую ранее Бозону Провансальскому. В Бретани принял королевский титул Ален I Великий. Не имевший поддержки в среде западно-франкской аристократии Гвидо, узнав, что правителем Западно-Франкского королевства стал Эд, возвратился в Италию вместе со своими сторонниками. Там он повёл с королём Беренгаром I войну и, принудив, наконец, Беренгара бежать из королевства, позднее отправился в Рим и стал императором (891).
Король же Эд поспешил перетянуть на свою сторону частично лестью, частично угрозами тех франков, которые не желали подчиняться его власти. Однако среди его врагов оставались такие знатные вельможи, как архиепископ Реймса Фулькон, аббат монастыря св. Ведаста Рудольф и граф Бодуэн II Фландрский. Между тем 24 июня 888 года Эд с небольшим отрядом одержал победу над норманнами на реке Эна, при Монфоконе в Аргонах. Эта победа принесла ему славу и значительно подняла авторитет короля. К тому же Эд поспешил опереться на авторитет короля восточных франков. Он встретился в Вормсе с королём Арнульфом Каринтийским, который признал его власть в обмен на присягу о верности. После этого Фулькон и другие правители северной Сены без особого удовольствия согласились считать Эда королём. Тем не менее, власть, которую получил новый король, была очень непрочной. Эду приходилось постоянно отбивать нападения норманнов и укрощать собственных вассалов.

### Борьба с норманнами

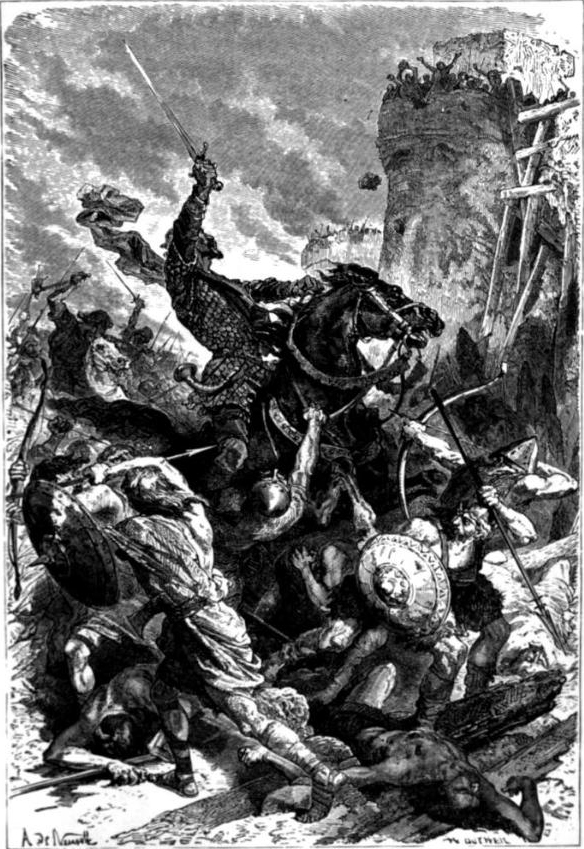
Эд, возвращающийся в осаждённый Париж. Изображение 1883 года.

Между тем норманны осадили город Мо, построили осадные машины и соорудили насыпь, чтобы завоевать его. Но граф Мо Теутберт, брат Аскриха, епископа Парижа, мужественно противостоял им, пока не пал, как и почти все его воины. Горожане, утомлённые осадой, обессилевшие от голода, не надеясь на помощь, договорились с норманнами о том, чтобы, сдав город, они смогли уйти, сохранив жизнь. Однако когда они вышли из города, норманны бросились их преследовать и пленили их всех. Затем они сожгли город и разрушили его стены. Осенью 888 года король Эд пришёл с собранным им войском в Париж и они разбили лагерь вблизи города для того, чтобы его снова не осадили. Норманны же возвратились по Марне в Сену; двигаясь отсюда дальше по земле и воде, они вошли в реку Луан и соорудили вблизи её берега укреплённую стоянку.

### Коронация в Реймсе
13 ноября 888 года Эд был заново коронован в Реймсе, причём король Арнульф прислал ему из Ахена корону, мантию и скипетр.
Коронация в Реймсе в значительной степени легитимизировала его положение в глазах знати. Там же, следуя благочестивым убеждениям, он простил тех, которые прежде отвергли его, их прегрешения, вновь принял их в своё окружение и призвал их впредь сохранять ему верность.

### Действия в Аквитании
В правление Эда королевская власть не означала в полной мере способности короля осуществлять её. Как монарх, Эд был почти повсеместно признан в королевстве, однако он не мог вмешиваться в дела своих вельмож. Его шаги в Аквитании свидетельствуют об этой двойственной роли. В самом начале 889 года Эд отправился в Аквитанию, чтобы добиться там признания своей власти. Рамнульф II, граф Пуатье, который был в то время властителем большой части Аквитании, вместе со своими сторонниками и находящимся при его дворе маленьким Карлом, сыном короля Людовика Заики встретился с ним в Орлеане. Возникло недоразумение. Однако Рамнульф оказал приличествующую его королевскому величеству честь и присягнул Эду за себя, своих людей и одновременно и за Карла, чтобы относительно него не возникло никаких дурных подозрений. Приобретя, таким образом, верность части аквитанцев, король поспешил возвратиться в Нейстрию, где вновь появились норманны. Но, когда через некоторое время после смерти Рамнульфа в 890 году Эд попытался передать владения в Пуатье своему брату Роберту и обеспечить себе право наследования на Нижней Луаре, то он потерпел полную неудачу. Несмотря на то, что юный сын Рамнульфа Эбль обратился в бегство и у какой-то крепости был убит камнем, а его брат Гоцберт был окружён и вскоре также окончил свою жизнь, брат Эда Роберт Нейстрийский остался ни с чем. В начале 893 года преемником Рамнульфа оказался граф Адемар, глава рода ангулемских графов, родственных и одновременно соперничающих с династией из Пуатье. Не преуспел Эд и в деле с Гийомом Благочестивым. Король отнял у Гийома графство Бурж, чтобы отдать его своему приближённому Гуго. Гийом в сражении в июле 893 года убил последнего и вернул себе владения и должности. На юге от Луары король франков более не имел графских должностей и даже королевских прав. Получилось так, что король обладал одинаковой властью с крупными вельможами, которых он сам не так давно сделал ровней, а не господствовал над ними.

### Нападения норманнов
Даны же, по своему обыкновению, опустошили огнём и мечом Бургундию, Нейстрию и часть Аквитании, не встречая сопротивления. К осени 889 года они вернулись под Париж, и король Эд выступил против них, но снова был вынужден уплатить выкуп, чтобы норманны ушли из-под Парижа. Затем норманны покинули Сену и, двигаясь дальше по морю на кораблях, по суше пешком или на лошадях, разбили стоянку в округе города Кутанс возле крепости Сен-Ло и немедленно осадили эту крепость. Когда пали знатные люди из гарнизона той крепости, её укрепления были, наконец, захвачены, жители убиты, а сама крепость сровнена с землёй. Однако бретонцы мужественно защищали своё королевство и вынудили данов, истощённых боями, возвратиться на Сену.
В 890 году накануне праздника Всех святых даны, войдя через Сену в Уазу, подошли к городу Нуайон, чтобы разбить здесь лагерь для зимовки. Тех же, кто шёл сухопутным путём, король Эд встретил у Германиака. Но из-за неудобства места он не сумел причинить им никакого вреда. Норманны продолжили свой путь до намеченной цели и разбили лагерь напротив города. Гастинг, один из норманнских вождей со своими людьми укрепился на Сомме возле Аргуёв. Король же Эд, собрав войско, осел на берегу Уазы с тем, чтобы норманны не опустошали беспрепятственно его королевство.
В 891 году от норманнов, что были под Нуайоном, отделился отряд и прошёл всю страну до Мааса; оттуда они возвратились через Брабант, переправились через Шельду и затем, двигаясь дальше по непроходимым местам, попытались вернуться в лагерь. Король же Эд преследовал их и настиг у Гальтеры (местоположение не выяснено). Однако норманны бросили добычу и, рассеявшись по лесам, спаслись и таким образом вернулись в лагерь. С приближением весны они покинули Нуайон и отправились на побережье, где провели всё лето; отсюда они двинулись к Маасу. Арнульф и Эд сплотили свои силы в борьбе с ними и, хотя Арнульф одержал уверенную победу, Эд потерпел поражение в округе Вермандуа и бежал.

### Мятеж Бодуэна II Фландрского
В 892 году против короля открыто выступил Бодуэн (Балдуин) II, граф Фландрский. Он отказался приносить присягу верности Эду и захватил, без ведома короля, аббатство св. Ведаста, принадлежащее умершему к этому времени его родственнику Рудольфу. Бодуэн укрепился в крепости Аррас и приготовился к сопротивлению, несмотря на то, что епископы отлучили его от церкви. Поддержал его мятеж и граф Валкер (Вальтгар), один из его родственников. Он присвоил себе крепость Лан, которую получил от короля; но король осадил крепость и вскоре занял этот город. Валкера король не помиловал и велел отрубить ему голову. Король Эд, собрав войско, отправился как будто в Аррас; в действительности же он намеревался идти во Фландрию. Граф Бодуэн двинулся из Арраса по другой дороге, опередил короля и встал на его пути; король без какого-либо успеха вновь возвратился в свою страну.

### Провозглашение королём Карла Простоватого
Явная слабость королевской власти привела к тому, что 28 января 893 году в соборе Сен-Реми в Реймсе в присутствии большого числа светских и духовных феодалов архиепископ Фулькон помазал на царствование короля Карла Простоватого, которому к тому времени исполнилось 14 лет. Мятежники называли Эда похитителем престола и говорили, что воюют за права последнего Каролинга — Карла Простоватого, сына Людовика II Заики. Король Эд, который в то время находился в Аквитании, двинулся с войском против мятежников. В апреле архиепископ Фулькон и граф Герберт, взяв с собой короля Карла, со всем войском выступили против Эда. Мятеж поддержали также Ричард Отенский, герцог Бургундии, брат Бозона Провансальского, Гильом I Благочестивый, герцог Аквитании, сын Бернара Плантвелю и Адемар. Всё это завершилось тем, что каждая из сторон, ничего не добившись, возвратилась к себе. Карл со своими вернулся во Франкию, Эд же остался в Аквитании. Но во время сбора урожая король Эд внезапно появился в Нейстрии и принудил Карла и его сторонников покинуть королевство. Всё же в сентябре Карл со своими неожиданно прибыл в Нейстрию и, обменявшись послами, они с Эдом заключили между собой мир до Пасхи. Итак, король Эд отправился в Компьен; Карл же вместе с Фульконом возвратился в Реймс.

### Война между Эдом и Карлом

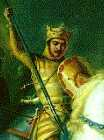
Эд I Французский

В 894 году после Пасхи король Эд, собрав войско, двинулся против Реймса. Когда сподвижники Карла увидели, что у них недостаточно сил для сопротивления, они ночью ушли из города со своим королём и отправились под защиту короля Арнульфа Каринтийского. Арнульф радушно принял своего родственника, уступил ему отцовское королевство и выделил для поддержки людей из Восточно-Франкского королевства. Возвращаясь от Арнульфа, они натолкнулись на Эда, который ожидал их с войском в своём королевстве на реке Эсн. Из-за того, что в войске Карла, посланном Арнульфом, было много вельмож, поддерживающих с королём Эдом дружеские отношения, войска разошлись без сражения. Король Эд остался в Нейстрии, Карл же отправился к герцогу Ричарду. Эд вторгся в Бургундию, намереваясь с помощью оружия положить конец спору. Хотя войска Эда сильно опустошили Бургундию, существенной победы они не достигли. Во время этих боевых действий Манассом (или Манассией), графом Шалона, одним из людей герцога Бургундии Ричарда, был ослеплён и низложен Теутбольд, епископ Лангра, родственник Карла Простоватого, принимавший участие в его коронации.

### Арнульф вмешивается в спор двух королей
В 895 году король Арнульф, как самая значительная фигура на политическом небосклоне Европы в последние десятилетия IX в., решил в качестве арбитра вмешаться в спор двух королей и вызвал их к себе. Всё же сторонники Карла удержали своего короля от этой поездки и отправили Арнульфу Каринтийскому лишь своё посольство. Король Эд, напротив, двинулся в путь со своими сподвижниками и пришёл к королю Арнульфу, которому оказал великий почёт. Король же уважительно принял его и с радостью отослал обратно на родину.
Когда король Эд возвращался от Арнульфа, он встретил по пути архиепископа Фулькона, направлявшегося к Арнульфу. Тот едва успел спастись бегством, в то время, как граф Аделунг, сопровождавший его, был убит. Сторонники Карла отправились к Цвентибольду, незаконнорождённому сыну Арнульфа, королю Лотарингии и предложили ему часть королевства при условии, что он придёт и поможет своему родственнику Карлу. Цвентибольд и Карл пришли с войском и осадили Лан. Однако Цвентибольд, действуя в своих интересах, замыслил убить Карла. Граф Балдуин, его брат Рудольф, а также Райнер покинули Карла и перешли на сторону Цвентибольда. Когда сторонники Карла увидели, как уменьшается их число, они отправили к Эду послов и просили выделить Карлу и им часть королевства, какую тот пожелает, и снова помириться с ними. Король с готовностью согласился на это. Цвентибольд поспешно возвратился в своё королевство. Король же Эд пришёл в Корбье и дальше в Аррас и осадил крепость и монастырь св. Ведаста. Когда люди Балдуина увидели, что не могут сопротивляться ему, они попросили о мире, дали королю заложников и открыли ворота.

### Попытка примириться с мятежниками
Со стороны Карла и его сторонников к Эду прибыли Герберт, граф Вермандуа, Херкенгер, граф Труа, и Хекфрид, граф Седани с переговорами о мире. А от Балдуина Фландрского прибыл его брат Роберт. Король повелел возвратить Роберту ключи от крепости, а всем своим людям покинуть её — так люди Балдуина снова получили крепость во владение. Король же велел идти из Арраса в Сен-Кантен и Перонну. Дело в том, что Рудольф Бургундский, организовав заговор, под покровом ночи отнял крепость Сен-Кантен у сына Теодериха. Но так как надвигалась зима, поход отложили до весны.
Король Эд перезимовал в Нейстрии, король же Карл — на Мозеле. Из-за того, что сторонники Карла видели в Балдуине врага, ими повсюду были причинены опустошения в его владениях. Весь 896 год прошёл в различных собраниях. Король Эд созвал своих сторонников на собрание, поскольку хотел выделить Карлу часть королевства, которую они держали. Но граф Родульф сорвал всё это собрание; затем Герберт и Херкенгер, всё уже безвозвратно потеряв, отправились к королю Эду и лишь немногие остались с Карлом. После этого король Эд осадил крепость Сен-Кантен и Перонну и изгнал оттуда людей Родульфа. Архиепископ же Фулькон, который до сих пор оставался на стороне Карла, увидев, что со всех сторон окружён владениями верных Эду вельмож, поневоле пришёл к королю и принёс присягу верности. Карл, услышав об этом, удалился в Лотарингию к Цвентибольду.

### Вторжение норманнов
В это время норманны под предводительством своего вождя Хундео на пяти кораблях вошли в Сену. И так как король предпочёл решать другие дела, то заметно ухудшил своё положение и положение королевства. Родульф же, распалённый гневом из-за утраты крепостей, не прекращал разграблять аббатство Сен-Кантен, до тех пор, пока, наконец, не был убит Херибертом в битве. Норманны, численность которых к тому времени заметно увеличилась, вошли в Уазу и, не встречая сопротивления, укрепили лагерь в Шуази.
В 897 году норманны, не встречая сопротивления, отправились за добычей и дошли вплоть до Мааса. Когда же они возвращались обратно из своего грабительского похода, им повстречалось королевское войско; однако ничего не произошло. Всё же после этого норманны вновь оснастили свои корабли и возвратились в Сену, чтобы не столкнуться с войском короля и не оказаться в окружении. Здесь они оставались всё лето и грабили, не встречая отпора.

### Мир с Карлом

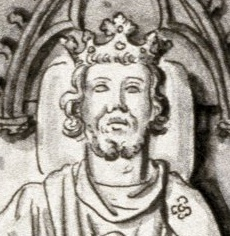
Портрет Эда Парижский на его совместном надгробии с Гуго Капетом.
Аббатство Сен-Дени (между 1642 и 1715 годами)

Сторонники Карла, видя свою малочисленность и не имея надёжного убежища, вновь направились к королю Эду, чтобы напомнить ему, что их сеньор является сыном его прежнего сеньора, то есть короля Людовика Заики, и поэтому надо уступить тому какую-то часть из отцовского наследства. Не с позиции материальной силы, а, вероятно, из слабости идеологического порядка, Эд принял Карла очень милостиво, простил его приверженцев и отдал Лан. Договорились также о том, что Карл наследует бездетному Эду. Также к королю пришёл граф Фландрии Балдуин II, побуждённый королевским братом Робертом. Тот с честью принял его, а он в свою очередь исполнил всё, что приказал ему король. Затем Эд отпустил его домой. Норманны же, надеясь на свою многочисленность, опустошали огнём и мечом все остальные части королевства. Тогда король, желая выкупить королевство, отправил к ним посольство и после заключения договора они пошли на Луару, чтобы перезимовать там.
Король же Эд прибыл в крепость Ла Фер на Уазе и там тяжело заболел. И чувствуя себя день ото дня всё хуже и хуже, он обратился ко всем с просьбой сохранить верность Карлу. И действительно, после кончины Эда 3 января 898 года в Ла Фере, Карл не встретил сопротивления со стороны его могущественного брата Роберта. Сам Роберт получил титул «герцога франков», возвышавшего его над остальными магнатами и фактически дающий титул второго лица в государстве. Похоронен Эд в Сен-Дени.

### Семья
Эд был женат на Теодраде Труаской. В браке родились три сына: Рауль (882—898), Арнульф (885—898) и Ги (888—?). 